# Critérium du Dauphiné 2017
La 69e édition du Critérium du Dauphiné a lieu du 4 au 11 juin 2017. C'est la vingt-troisième épreuve de l'UCI World Tour 2017. Le vainqueur du Critérium du Dauphiné est cette année Jakob Fuglsang.

## Présentation

### Équipes
22 équipes participent à ce Critérium du Dauphiné - les 18 WorldTeams et 4 équipes continentales professionnelles
| WorldTeams (18)- AG2R La Mondiale - Astana - Bahrain-Merida - BMC Racing Team - Bora-Hansgrohe - Cannondale-Drapac - Dimension Data - FDJ - Katusha-Alpecin - Lotto NL-Jumbo - Lotto-Soudal - Movistar Team - Orica-Scott - Quick-Step Floors - Sky - Team Sunweb - Trek-Segafredo - UAE Team Emirates Équipes continentales professionnelles (4)- Cofidis, Solutions Crédits - Delko Marseille Provence KTM - Direct Énergie - Wanty-Groupe Gobert |
| |

## Étapes
| Étape     | Date    | Villes étapes                        | type                        | Distance (km) | Vainqueur d'étape | Leader du classement général |
| --------- | ------- | ------------------------------------ | --------------------------- | ------------- | ----------------- | ---------------------------- |
| 1re étape | 4 juin  | Saint-Étienne – Saint-Étienne        | étape vallonnée             | 170           | Thomas De Gendt   | Thomas De Gendt              |
| 2e étape  | 5 juin  | Saint-Chamond – Arlanc               | étape vallonnée             | 171           | Arnaud Démare     | Thomas De Gendt              |
| 3e étape  | 6 juin  | Le Chambon-sur-Lignon – Tullins      | étape de plaine             | 184           | Koen Bouwman      | Thomas De Gendt              |
| 4e étape  | 7 juin  | La Tour-du-Pin – Bourgoin-Jallieu    | contre-la-montre individuel | 23,5          | Richie Porte      | Thomas De Gendt              |
| 5e étape  | 8 juin  | La Tour-de-Salvagny – Mâcon          | étape de plaine             | 175           | Phil Bauhaus      | Thomas De Gendt              |
| 6e étape  | 9 juin  | parc des oiseaux – La Motte-Servolex | étape de moyenne montagne   | 145,5         | Jakob Fuglsang    | Richie Porte                 |
| 7e étape  | 10 juin | Aoste – Alpe d'Huez                  | étape de montagne           | 167,5         | Peter Kennaugh    | Richie Porte                 |
| 8e étape  | 11 juin | Albertville – col de Solaison        | étape de montagne           | 115           | Jakob Fuglsang    | Jakob Fuglsang               |

## Classement par étapes

### 1reétape
| \| Classement de l'étape \| Classement de l'étape \| Classement de l'étape \| Classement de l'étape \| Classement de l'étape \| \| Coureur \| Coureur \| Pays \| Équipe \| Temps \| \| --------------------- \| --------------------- \| --------------------- \| -------------------------- \| --------------------- \| \| 1er \| Thomas De Gendt \| Belgique \| Lotto-Soudal \| 4 h 17 min 04 s \| \| 2e \| Axel Domont \| France \| AG2R La Mondiale \| + 44 s \| \| 3e \| Diego Ulissi \| Italie \| UAE Team Emirates \| + 57 s \| \| 4e \| Pierre Latour \| France \| AG2R La Mondiale \| + 57 s \| \| 5e \| Emanuel Buchmann \| Allemagne \| Bora-Hansgrohe \| + 57 s \| \| 6e \| Sonny Colbrelli \| Italie \| Bahrain-Merida \| + 59 s \| \| 7e \| Julien Simon \| France \| Cofidis, Solutions Crédits \| + 59 s \| \| 8e \| Alejandro Valverde \| Espagne \| Movistar Team \| + 59 s \| \| 9e \| Ben Swift \| Royaume-Uni \| UAE Team Emirates \| + 59 s \| \| 10e \| Michael Valgren \| Danemark \| Astana \| + 59 s \| |                    |             |                            |                 |
| |                    |             |                            |                 |
| |                    |             |                            |                 |
| Classement de l'étape |                    |             |                            |                 |
| Coureur | Coureur            | Pays        | Équipe                     | Temps           |
| 1er | Thomas De Gendt    | Belgique    | Lotto-Soudal               | 4 h 17 min 04 s |
| 2e | Axel Domont        | France      | AG2R La Mondiale           | + 44 s          |
| 3e | Diego Ulissi       | Italie      | UAE Team Emirates          | + 57 s          |
| 4e | Pierre Latour      | France      | AG2R La Mondiale           | + 57 s          |
| 5e | Emanuel Buchmann   | Allemagne   | Bora-Hansgrohe             | + 57 s          |
| 6e | Sonny Colbrelli    | Italie      | Bahrain-Merida             | + 59 s          |
| 7e | Julien Simon       | France      | Cofidis, Solutions Crédits | + 59 s          |
| 8e | Alejandro Valverde | Espagne     | Movistar Team              | + 59 s          |
| 9e | Ben Swift          | Royaume-Uni | UAE Team Emirates          | + 59 s          |
| 10e | Michael Valgren    | Danemark    | Astana                     | + 59 s          |

| \| Classement général \| Classement général \| Classement général \| Classement général \| Classement général \| \| Coureur \| Coureur \| Pays \| Équipe \| Temps \| \| ------------------ \| ------------------ \| ------------------ \| -------------------------- \| ------------------ \| \| 1er \| Thomas De Gendt \| Belgique \| Lotto-Soudal \| 4 h 16 min 54 s \| \| 2e \| Axel Domont \| France \| AG2R La Mondiale \| + 48 s \| \| 3e \| Diego Ulissi \| Italie \| UAE Team Emirates \| + 1 min 03 s \| \| 4e \| Pierre Latour \| France \| AG2R La Mondiale \| + 1 min 07 s \| \| 5e \| Emanuel Buchmann \| Allemagne \| Bora-Hansgrohe \| + 1 min 07 s \| \| 6e \| Sonny Colbrelli \| Italie \| Bahrain-Merida \| + 1 min 09 s \| \| 7e \| Julien Simon \| France \| Cofidis, Solutions Crédits \| + 1 min 09 s \| \| 8e \| Alejandro Valverde \| Espagne \| Movistar Team \| + 1 min 09 s \| \| 9e \| Ben Swift \| Royaume-Uni \| UAE Team Emirates \| + 1 min 09 s \| \| 10e \| Michael Valgren \| Danemark \| Astana \| + 1 min 09 s \| |                    |             |                            |                 |
| |                    |             |                            |                 |
| |                    |             |                            |                 |
| Classement général |                    |             |                            |                 |
| Coureur | Coureur            | Pays        | Équipe                     | Temps           |
| 1er | Thomas De Gendt    | Belgique    | Lotto-Soudal               | 4 h 16 min 54 s |
| 2e | Axel Domont        | France      | AG2R La Mondiale           | + 48 s          |
| 3e | Diego Ulissi       | Italie      | UAE Team Emirates          | + 1 min 03 s    |
| 4e | Pierre Latour      | France      | AG2R La Mondiale           | + 1 min 07 s    |
| 5e | Emanuel Buchmann   | Allemagne   | Bora-Hansgrohe             | + 1 min 07 s    |
| 6e | Sonny Colbrelli    | Italie      | Bahrain-Merida             | + 1 min 09 s    |
| 7e | Julien Simon       | France      | Cofidis, Solutions Crédits | + 1 min 09 s    |
| 8e | Alejandro Valverde | Espagne     | Movistar Team              | + 1 min 09 s    |
| 9e | Ben Swift          | Royaume-Uni | UAE Team Emirates          | + 1 min 09 s    |
| 10e | Michael Valgren    | Danemark    | Astana                     | + 1 min 09 s    |

### 2eétape
| Classement | Classement           | Classement  | Classement        | Classement         |
|            | Coureur              | Pays        | Équipe            | Temps              |
| ---------- | -------------------- | ----------- | ----------------- | ------------------ |
| 1er        | Arnaud Démare        | France      | FDJ               | en 4 h 13 min 53 s |
| 2e         | Alexander Kristoff   | Norvège     | Katusha-Alpecin   | + 0 s              |
| 3e         | Nacer Bouhanni       | France      | Cofidis           | + 0 s              |
| 4e         | Sonny Colbrelli      | Italie      | Bahrain-Merida    | + 0 s              |
| 5e         | Phil Bauhaus         | Allemagne   | Sunweb            | + 0 s              |
| 6e         | Edvald Boasson Hagen | Norvège     | Dimension Data    | + 0 s              |
| 7e         | Ben Swift            | Royaume-Uni | UAE Emirates      | + 0 s              |
| 8e         | Pascal Ackermann     | Allemagne   | Bora-Hansgrohe    | + 0 s              |
| 9e         | Alberto Bettiol      | Italie      | Cannondale-Drapac | + 0 s              |
| 10e        | Bryan Coquard        | France      | Direct Énergie    | + 0 s              |
| modifier   |                      |             |                   |                    |

| \| Classement général \| Classement général \| Classement général \| Classement général \| Classement général \| \| Coureur \| Coureur \| Pays \| Équipe \| Temps \| \| ------------------ \| ------------------ \| ------------------ \| -------------------------- \| ------------------ \| \| 1er \| Thomas De Gendt \| Belgique \| Lotto-Soudal \| 8 h 30 min 47 s \| \| 2e \| Axel Domont \| France \| AG2R La Mondiale \| + 48 s \| \| 3e \| Diego Ulissi \| Italie \| UAE Team Emirates \| + 1 min 03 s \| \| 4e \| Pierre Latour \| France \| AG2R La Mondiale \| + 1 min 07 s \| \| 5e \| Emanuel Buchmann \| Allemagne \| Bora-Hansgrohe \| + 1 min 07 s \| \| 6e \| Sonny Colbrelli \| Italie \| Bahrain-Merida \| + 1 min 09 s \| \| 7e \| Ben Swift \| Royaume-Uni \| UAE Team Emirates \| + 1 min 09 s \| \| 8e \| Alberto Bettiol \| Italie \| Cannondale-Drapac \| + 1 min 09 s \| \| 9e \| Tony Gallopin \| France \| Lotto-Soudal \| + 1 min 09 s \| \| 10e \| Julien Simon \| France \| Cofidis, Solutions Crédits \| + 1 min 09 s \| |                  |             |                            |                 |
| |                  |             |                            |                 |
| |                  |             |                            |                 |
| Classement général |                  |             |                            |                 |
| Coureur | Coureur          | Pays        | Équipe                     | Temps           |
| 1er | Thomas De Gendt  | Belgique    | Lotto-Soudal               | 8 h 30 min 47 s |
| 2e | Axel Domont      | France      | AG2R La Mondiale           | + 48 s          |
| 3e | Diego Ulissi     | Italie      | UAE Team Emirates          | + 1 min 03 s    |
| 4e | Pierre Latour    | France      | AG2R La Mondiale           | + 1 min 07 s    |
| 5e | Emanuel Buchmann | Allemagne   | Bora-Hansgrohe             | + 1 min 07 s    |
| 6e | Sonny Colbrelli  | Italie      | Bahrain-Merida             | + 1 min 09 s    |
| 7e | Ben Swift        | Royaume-Uni | UAE Team Emirates          | + 1 min 09 s    |
| 8e | Alberto Bettiol  | Italie      | Cannondale-Drapac          | + 1 min 09 s    |
| 9e | Tony Gallopin    | France      | Lotto-Soudal               | + 1 min 09 s    |
| 10e | Julien Simon     | France      | Cofidis, Solutions Crédits | + 1 min 09 s    |

### 3eétape
| \| Classement de l'étape \| Classement de l'étape \| Classement de l'étape \| Classement de l'étape \| Classement de l'étape \| \| Coureur \| Coureur \| Pays \| Équipe \| Temps \| \| --------------------- \| --------------------- \| --------------------- \| ---------------------------- \| --------------------- \| \| 1er \| Koen Bouwman \| Pays-Bas \| LottoNL-Jumbo \| 4 h 06 min 06 s \| \| 2e \| Evaldas Šiškevičius \| Lituanie \| Delko-Marseille Provence-KTM \| + 0 s \| \| 3e \| Frederik Backaert \| Belgique \| Wanty-Groupe Gobert \| + 0 s \| \| 4e \| Bryan Nauleau \| France \| Direct Énergie \| + 0 s \| \| 5e \| Alexey Vermeulen \| États-Unis \| LottoNL-Jumbo \| + 0 s \| \| 6e \| Quentin Pacher \| France \| Delko-Marseille Provence-KTM \| + 0 s \| \| 7e \| Arnaud Démare \| France \| FDJ \| + 11 s \| \| 8e \| Bryan Coquard \| France \| Direct Énergie \| + 11 s \| \| 9e \| Pascal Ackermann \| Allemagne \| Bora-Hansgrohe \| + 11 s \| \| 10e \| Phil Bauhaus \| Allemagne \| Team Sunweb \| + 11 s \| |                     |            |                              |                 |
| |                     |            |                              |                 |
| |                     |            |                              |                 |
| Classement de l'étape |                     |            |                              |                 |
| Coureur | Coureur             | Pays       | Équipe                       | Temps           |
| 1er | Koen Bouwman        | Pays-Bas   | LottoNL-Jumbo                | 4 h 06 min 06 s |
| 2e | Evaldas Šiškevičius | Lituanie   | Delko-Marseille Provence-KTM | + 0 s           |
| 3e | Frederik Backaert   | Belgique   | Wanty-Groupe Gobert          | + 0 s           |
| 4e | Bryan Nauleau       | France     | Direct Énergie               | + 0 s           |
| 5e | Alexey Vermeulen    | États-Unis | LottoNL-Jumbo                | + 0 s           |
| 6e | Quentin Pacher      | France     | Delko-Marseille Provence-KTM | + 0 s           |
| 7e | Arnaud Démare       | France     | FDJ                          | + 11 s          |
| 8e | Bryan Coquard       | France     | Direct Énergie               | + 11 s          |
| 9e | Pascal Ackermann    | Allemagne  | Bora-Hansgrohe               | + 11 s          |
| 10e | Phil Bauhaus        | Allemagne  | Team Sunweb                  | + 11 s          |

| \| Classement général \| Classement général \| Classement général \| Classement général \| Classement général \| \| Coureur \| Coureur \| Pays \| Équipe \| Temps \| \| ------------------ \| ------------------ \| ------------------ \| ------------------- \| ------------------ \| \| 1er \| Thomas De Gendt \| Belgique \| Lotto-Soudal \| 12 h 37 min 04 s \| \| 2e \| Axel Domont \| France \| AG2R La Mondiale \| + 48 s \| \| 3e \| Diego Ulissi \| Italie \| UAE Team Emirates \| + 1 min 03 s \| \| 4e \| Pierre Latour \| France \| AG2R La Mondiale \| + 1 min 07 s \| \| 5e \| Emanuel Buchmann \| Allemagne \| Bora-Hansgrohe \| + 1 min 07 s \| \| 6e \| Sonny Colbrelli \| Italie \| Bahrain-Merida \| + 1 min 09 s \| \| 7e \| Ben Swift \| Royaume-Uni \| UAE Team Emirates \| + 1 min 09 s \| \| 8e \| Alejandro Valverde \| Espagne \| Movistar Team \| + 1 min 09 s \| \| 9e \| Tony Gallopin \| France \| Lotto-Soudal \| + 1 min 09 s \| \| 10e \| Guillaume Martin \| France \| Wanty-Groupe Gobert \| + 1 min 09 s \| |                    |             |                     |                  |
| |                    |             |                     |                  |
| |                    |             |                     |                  |
| Classement général |                    |             |                     |                  |
| Coureur | Coureur            | Pays        | Équipe              | Temps            |
| 1er | Thomas De Gendt    | Belgique    | Lotto-Soudal        | 12 h 37 min 04 s |
| 2e | Axel Domont        | France      | AG2R La Mondiale    | + 48 s           |
| 3e | Diego Ulissi       | Italie      | UAE Team Emirates   | + 1 min 03 s     |
| 4e | Pierre Latour      | France      | AG2R La Mondiale    | + 1 min 07 s     |
| 5e | Emanuel Buchmann   | Allemagne   | Bora-Hansgrohe      | + 1 min 07 s     |
| 6e | Sonny Colbrelli    | Italie      | Bahrain-Merida      | + 1 min 09 s     |
| 7e | Ben Swift          | Royaume-Uni | UAE Team Emirates   | + 1 min 09 s     |
| 8e | Alejandro Valverde | Espagne     | Movistar Team       | + 1 min 09 s     |
| 9e | Tony Gallopin      | France      | Lotto-Soudal        | + 1 min 09 s     |
| 10e | Guillaume Martin   | France      | Wanty-Groupe Gobert | + 1 min 09 s     |

### 4eétape
| \| Classement de l'étape \| Classement de l'étape \| Classement de l'étape \| Classement de l'étape \| Classement de l'étape \| \| Coureur \| Coureur \| Pays \| Équipe \| Temps \| \| --------------------- \| --------------------- \| --------------------- \| --------------------- \| --------------------- \| \| 1er \| Richie Porte \| Australie \| BMC Racing Team \| 28 min 07 s \| \| 2e \| Tony Martin \| Allemagne \| Katusha-Alpecin \| + 12 s \| \| 3e \| Alejandro Valverde \| Espagne \| Movistar Team \| + 24 s \| \| 4e \| Stef Clement \| Pays-Bas \| LottoNL-Jumbo \| + 28 s \| \| 5e \| Chad Haga \| États-Unis \| Team Sunweb \| + 32 s \| \| 6e \| Jasha Sütterlin \| Allemagne \| Movistar Team \| + 32 s \| \| 7e \| Alberto Contador \| Espagne \| Trek-Segafredo \| + 35 s \| \| 8e \| Christopher Froome \| Royaume-Uni \| Team Sky \| + 37 s \| \| 9e \| Thomas De Gendt \| Belgique \| Lotto-Soudal \| + 42 s \| \| 10e \| Brent Bookwalter \| États-Unis \| BMC Racing Team \| + 45 s \| |                    |             |                 |             |
| |                    |             |                 |             |
| |                    |             |                 |             |
| Classement de l'étape |                    |             |                 |             |
| Coureur | Coureur            | Pays        | Équipe          | Temps       |
| 1er | Richie Porte       | Australie   | BMC Racing Team | 28 min 07 s |
| 2e | Tony Martin        | Allemagne   | Katusha-Alpecin | + 12 s      |
| 3e | Alejandro Valverde | Espagne     | Movistar Team   | + 24 s      |
| 4e | Stef Clement       | Pays-Bas    | LottoNL-Jumbo   | + 28 s      |
| 5e | Chad Haga          | États-Unis  | Team Sunweb     | + 32 s      |
| 6e | Jasha Sütterlin    | Allemagne   | Movistar Team   | + 32 s      |
| 7e | Alberto Contador   | Espagne     | Trek-Segafredo  | + 35 s      |
| 8e | Christopher Froome | Royaume-Uni | Team Sky        | + 37 s      |
| 9e | Thomas De Gendt    | Belgique    | Lotto-Soudal    | + 42 s      |
| 10e | Brent Bookwalter   | États-Unis  | BMC Racing Team | + 45 s      |

| \| Classement général \| Classement général \| Classement général \| Classement général \| Classement général \| \| Coureur \| Coureur \| Pays \| Équipe \| Temps \| \| ------------------ \| ------------------ \| ------------------ \| ------------------ \| ------------------ \| \| 1er \| Thomas De Gendt \| Belgique \| Lotto-Soudal \| 13 h 05 min 53 s \| \| 2e \| Richie Porte \| Australie \| BMC Racing Team \| + 27 s \| \| 3e \| Alejandro Valverde \| Espagne \| Movistar Team \| + 51 s \| \| 4e \| Stef Clement \| Pays-Bas \| LottoNL-Jumbo \| + 55 s \| \| 5e \| Alberto Contador \| Espagne \| Trek-Segafredo \| + 1 min 02 s \| \| 6e \| Christopher Froome \| Royaume-Uni \| Team Sky \| + 1 min 04 s \| \| 7e \| Brent Bookwalter \| États-Unis \| BMC Racing Team \| + 1 min 12 s \| \| 8e \| Jesús Herrada \| Espagne \| Movistar Team \| + 1 min 15 s \| \| 9e \| Sam Oomen \| Pays-Bas \| Team Sunweb \| + 1 min 17 s \| \| 10e \| Diego Ulissi \| Italie \| UAE Team Emirates \| + 1 min 22 s \| |                    |             |                   |                  |
| |                    |             |                   |                  |
| |                    |             |                   |                  |
| Classement général |                    |             |                   |                  |
| Coureur | Coureur            | Pays        | Équipe            | Temps            |
| 1er | Thomas De Gendt    | Belgique    | Lotto-Soudal      | 13 h 05 min 53 s |
| 2e | Richie Porte       | Australie   | BMC Racing Team   | + 27 s           |
| 3e | Alejandro Valverde | Espagne     | Movistar Team     | + 51 s           |
| 4e | Stef Clement       | Pays-Bas    | LottoNL-Jumbo     | + 55 s           |
| 5e | Alberto Contador   | Espagne     | Trek-Segafredo    | + 1 min 02 s     |
| 6e | Christopher Froome | Royaume-Uni | Team Sky          | + 1 min 04 s     |
| 7e | Brent Bookwalter   | États-Unis  | BMC Racing Team   | + 1 min 12 s     |
| 8e | Jesús Herrada      | Espagne     | Movistar Team     | + 1 min 15 s     |
| 9e | Sam Oomen          | Pays-Bas    | Team Sunweb       | + 1 min 17 s     |
| 10e | Diego Ulissi       | Italie      | UAE Team Emirates | + 1 min 22 s     |

### 5eétape
| Classement | Classement           | Classement | Classement       | Classement        |
|            | Coureur              | Pays       | Équipe           | Temps             |
| ---------- | -------------------- | ---------- | ---------------- | ----------------- |
| 1er        | Phil Bauhaus         | Allemagne  | Sunweb           | en 4 h 4 min 32 s |
| 2e         | Arnaud Démare        | France     | FDJ              | + 0 s             |
| 3e         | Bryan Coquard        | France     | Direct Énergie   | + 0 s             |
| 4e         | Adrien Petit         | France     | Direct Énergie   | + 0 s             |
| 5e         | Nacer Bouhanni       | France     | Cofidis          | + 0 s             |
| 6e         | Alexander Kristoff   | Norvège    | Katusha-Alpecin  | + 0 s             |
| 7e         | Pascal Ackermann     | Allemagne  | Bora-Hansgrohe   | + 0 s             |
| 8e         | Edvald Boasson Hagen | Norvège    | Dimension Data   | + 0 s             |
| 9e         | Enrico Battaglin     | Italie     | Lotto NL-Jumbo   | + 0 s             |
| 10e        | Oliver Naesen        | Belgique   | AG2R La Mondiale | + 0 s             |
| modifier   |                      |            |                  |                   |

| \| Classement général \| Classement général \| Classement général \| Classement général \| Classement général \| \| Coureur \| Coureur \| Pays \| Équipe \| Temps \| \| ------------------ \| ------------------ \| ------------------ \| ------------------ \| ------------------ \| \| 1er \| Thomas De Gendt \| Belgique \| Lotto-Soudal \| 17 h 10 min 25 s \| \| 2e \| Richie Porte \| Australie \| BMC Racing Team \| + 27 s \| \| 3e \| Alejandro Valverde \| Espagne \| Movistar Team \| + 51 s \| \| 4e \| Stef Clement \| Pays-Bas \| LottoNL-Jumbo \| + 55 s \| \| 5e \| Alberto Contador \| Espagne \| Trek-Segafredo \| + 1 min 02 s \| \| 6e \| Christopher Froome \| Royaume-Uni \| Team Sky \| + 1 min 04 s \| \| 7e \| Brent Bookwalter \| États-Unis \| BMC Racing Team \| + 1 min 12 s \| \| 8e \| Jesús Herrada \| Espagne \| Movistar Team \| + 1 min 15 s \| \| 9e \| Sam Oomen \| Pays-Bas \| Team Sunweb \| + 1 min 17 s \| \| 10e \| Diego Ulissi \| Italie \| UAE Team Emirates \| + 1 min 22 s \| |                    |             |                   |                  |
| |                    |             |                   |                  |
| |                    |             |                   |                  |
| Classement général |                    |             |                   |                  |
| Coureur | Coureur            | Pays        | Équipe            | Temps            |
| 1er | Thomas De Gendt    | Belgique    | Lotto-Soudal      | 17 h 10 min 25 s |
| 2e | Richie Porte       | Australie   | BMC Racing Team   | + 27 s           |
| 3e | Alejandro Valverde | Espagne     | Movistar Team     | + 51 s           |
| 4e | Stef Clement       | Pays-Bas    | LottoNL-Jumbo     | + 55 s           |
| 5e | Alberto Contador   | Espagne     | Trek-Segafredo    | + 1 min 02 s     |
| 6e | Christopher Froome | Royaume-Uni | Team Sky          | + 1 min 04 s     |
| 7e | Brent Bookwalter   | États-Unis  | BMC Racing Team   | + 1 min 12 s     |
| 8e | Jesús Herrada      | Espagne     | Movistar Team     | + 1 min 15 s     |
| 9e | Sam Oomen          | Pays-Bas    | Team Sunweb       | + 1 min 17 s     |
| 10e | Diego Ulissi       | Italie      | UAE Team Emirates | + 1 min 22 s     |

### 6eétape
| \| Classement de l'étape \| Classement de l'étape \| Classement de l'étape \| Classement de l'étape \| Classement de l'étape \| \| Coureur \| Coureur \| Pays \| Équipe \| Temps \| \| --------------------- \| --------------------- \| --------------------- \| --------------------- \| --------------------- \| \| 1er \| Jakob Fuglsang \| Danemark \| Astana \| 3 h 41 min 48 s \| \| 2e \| Richie Porte \| Australie \| BMC Racing Team \| + 0 s \| \| 3e \| Christopher Froome \| Royaume-Uni \| Team Sky \| + 0 s \| \| 4e \| Fabio Aru \| Italie \| Astana \| + 0 s \| \| 5e \| Alejandro Valverde \| Espagne \| Movistar Team \| + 50 s \| \| 6e \| Dan Martin \| Irlande \| Quick-Step Floors \| + 50 s \| \| 7e \| Romain Bardet \| France \| AG2R La Mondiale \| + 50 s \| \| 8e \| Oliver Naesen \| Belgique \| AG2R La Mondiale \| + 1 min 06 s \| \| 9e \| Alberto Contador \| Espagne \| Trek-Segafredo \| + 1 min 06 s \| \| 10e \| Emanuel Buchmann \| Allemagne \| Bora-Hansgrohe \| + 1 min 14 s \| |                    |             |                   |                 |
| |                    |             |                   |                 |
| |                    |             |                   |                 |
| Classement de l'étape |                    |             |                   |                 |
| Coureur | Coureur            | Pays        | Équipe            | Temps           |
| 1er | Jakob Fuglsang     | Danemark    | Astana            | 3 h 41 min 48 s |
| 2e | Richie Porte       | Australie   | BMC Racing Team   | + 0 s           |
| 3e | Christopher Froome | Royaume-Uni | Team Sky          | + 0 s           |
| 4e | Fabio Aru          | Italie      | Astana            | + 0 s           |
| 5e | Alejandro Valverde | Espagne     | Movistar Team     | + 50 s          |
| 6e | Dan Martin         | Irlande     | Quick-Step Floors | + 50 s          |
| 7e | Romain Bardet      | France      | AG2R La Mondiale  | + 50 s          |
| 8e | Oliver Naesen      | Belgique    | AG2R La Mondiale  | + 1 min 06 s    |
| 9e | Alberto Contador   | Espagne     | Trek-Segafredo    | + 1 min 06 s    |
| 10e | Emanuel Buchmann   | Allemagne   | Bora-Hansgrohe    | + 1 min 14 s    |

| \| Classement général \| Classement général \| Classement général \| Classement général \| Classement général \| \| Coureur \| Coureur \| Pays \| Équipe \| Temps \| \| ------------------ \| ------------------ \| ------------------ \| ------------------ \| ------------------ \| \| 1er \| Richie Porte \| Australie \| BMC Racing Team \| 20 h 52 min 34 s \| \| 2e \| Christopher Froome \| Royaume-Uni \| Team Sky \| + 39 s \| \| 3e \| Jakob Fuglsang \| Danemark \| Astana \| + 1 min 15 s \| \| 4e \| Alejandro Valverde \| Espagne \| Movistar Team \| + 1 min 20 s \| \| 5e \| Fabio Aru \| Italie \| Astana \| + 1 min 24 s \| \| 6e \| Alberto Contador \| Espagne \| Trek-Segafredo \| + 1 min 47 s \| \| 7e \| Dan Martin \| Irlande \| Quick-Step Floors \| + 2 min 14 s \| \| 8e \| Emanuel Buchmann \| Allemagne \| Bora-Hansgrohe \| + 2 min 30 s \| \| 9e \| Romain Bardet \| France \| AG2R La Mondiale \| + 2 min 49 s \| \| 10e \| Rafael Valls \| Espagne \| Lotto-Soudal \| + 3 min 16 s \| |                    |             |                   |                  |
| |                    |             |                   |                  |
| |                    |             |                   |                  |
| Classement général |                    |             |                   |                  |
| Coureur | Coureur            | Pays        | Équipe            | Temps            |
| 1er | Richie Porte       | Australie   | BMC Racing Team   | 20 h 52 min 34 s |
| 2e | Christopher Froome | Royaume-Uni | Team Sky          | + 39 s           |
| 3e | Jakob Fuglsang     | Danemark    | Astana            | + 1 min 15 s     |
| 4e | Alejandro Valverde | Espagne     | Movistar Team     | + 1 min 20 s     |
| 5e | Fabio Aru          | Italie      | Astana            | + 1 min 24 s     |
| 6e | Alberto Contador   | Espagne     | Trek-Segafredo    | + 1 min 47 s     |
| 7e | Dan Martin         | Irlande     | Quick-Step Floors | + 2 min 14 s     |
| 8e | Emanuel Buchmann   | Allemagne   | Bora-Hansgrohe    | + 2 min 30 s     |
| 9e | Romain Bardet      | France      | AG2R La Mondiale  | + 2 min 49 s     |
| 10e | Rafael Valls       | Espagne     | Lotto-Soudal      | + 3 min 16 s     |

### 7eétape
| \| Classement de l'étape \| Classement de l'étape \| Classement de l'étape \| Classement de l'étape \| Classement de l'étape \| \| Coureur \| Coureur \| Pays \| Équipe \| Temps \| \| --------------------- \| --------------------- \| --------------------- \| --------------------- \| --------------------- \| \| 1er \| Peter Kennaugh \| Royaume-Uni \| Team Sky \| 4 h 43 min 59 s \| \| 2e \| Ben Swift \| Royaume-Uni \| UAE Team Emirates \| + 13 s \| \| 3e \| Jesús Herrada \| Espagne \| Movistar Team \| + 1 min 11 s \| \| 4e \| Jelle Vanendert \| Belgique \| Lotto-Soudal \| + 1 min 13 s \| \| 5e \| Romain Bardet \| France \| AG2R La Mondiale \| + 1 min 14 s \| \| 6e \| Richie Porte \| Australie \| BMC Racing Team \| + 1 min 56 s \| \| 7e \| Jakob Fuglsang \| Danemark \| Astana \| + 1 min 56 s \| \| 8e \| Andrew Talansky \| États-Unis \| Cannondale-Drapac \| + 2 min 04 s \| \| 9e \| Alberto Contador \| Espagne \| Trek-Segafredo \| + 2 min 04 s \| \| 10e \| Fabio Aru \| Italie \| Astana \| + 2 min 13 s \| |                  |             |                   |                 |
| |                  |             |                   |                 |
| |                  |             |                   |                 |
| Classement de l'étape |                  |             |                   |                 |
| Coureur | Coureur          | Pays        | Équipe            | Temps           |
| 1er | Peter Kennaugh   | Royaume-Uni | Team Sky          | 4 h 43 min 59 s |
| 2e | Ben Swift        | Royaume-Uni | UAE Team Emirates | + 13 s          |
| 3e | Jesús Herrada    | Espagne     | Movistar Team     | + 1 min 11 s    |
| 4e | Jelle Vanendert  | Belgique    | Lotto-Soudal      | + 1 min 13 s    |
| 5e | Romain Bardet    | France      | AG2R La Mondiale  | + 1 min 14 s    |
| 6e | Richie Porte     | Australie   | BMC Racing Team   | + 1 min 56 s    |
| 7e | Jakob Fuglsang   | Danemark    | Astana            | + 1 min 56 s    |
| 8e | Andrew Talansky  | États-Unis  | Cannondale-Drapac | + 2 min 04 s    |
| 9e | Alberto Contador | Espagne     | Trek-Segafredo    | + 2 min 04 s    |
| 10e | Fabio Aru        | Italie      | Astana            | + 2 min 13 s    |

| \| Classement général \| Classement général \| Classement général \| Classement général \| Classement général \| \| Coureur \| Coureur \| Pays \| Équipe \| Temps \| \| ------------------ \| ------------------ \| ------------------ \| ------------------ \| ------------------ \| \| 1er \| Richie Porte \| Australie \| BMC Racing Team \| 25 h 38 min 29 s \| \| 2e \| Christopher Froome \| Royaume-Uni \| Team Sky \| + 1 min 02 s \| \| 3e \| Jakob Fuglsang \| Danemark \| Astana \| + 1 min 15 s \| \| 4e \| Fabio Aru \| Italie \| Astana \| + 1 min 41 s \| \| 5e \| Alejandro Valverde \| Espagne \| Movistar Team \| + 1 min 43 s \| \| 6e \| Romain Bardet \| France \| AG2R La Mondiale \| + 2 min 07 s \| \| 7e \| Alberto Contador \| Espagne \| Trek-Segafredo \| + 2 min 15 s \| \| 8e \| Dan Martin \| Irlande \| Quick-Step Floors \| + 2 min 31 s \| \| 9e \| Emanuel Buchmann \| Allemagne \| Bora-Hansgrohe \| + 2 min 53 s \| \| 10e \| Andrew Talansky \| États-Unis \| Cannondale-Drapac \| + 3 min 43 s \| |                    |             |                   |                  |
| |                    |             |                   |                  |
| |                    |             |                   |                  |
| Classement général |                    |             |                   |                  |
| Coureur | Coureur            | Pays        | Équipe            | Temps            |
| 1er | Richie Porte       | Australie   | BMC Racing Team   | 25 h 38 min 29 s |
| 2e | Christopher Froome | Royaume-Uni | Team Sky          | + 1 min 02 s     |
| 3e | Jakob Fuglsang     | Danemark    | Astana            | + 1 min 15 s     |
| 4e | Fabio Aru          | Italie      | Astana            | + 1 min 41 s     |
| 5e | Alejandro Valverde | Espagne     | Movistar Team     | + 1 min 43 s     |
| 6e | Romain Bardet      | France      | AG2R La Mondiale  | + 2 min 07 s     |
| 7e | Alberto Contador   | Espagne     | Trek-Segafredo    | + 2 min 15 s     |
| 8e | Dan Martin         | Irlande     | Quick-Step Floors | + 2 min 31 s     |
| 9e | Emanuel Buchmann   | Allemagne   | Bora-Hansgrohe    | + 2 min 53 s     |
| 10e | Andrew Talansky    | États-Unis  | Cannondale-Drapac | + 3 min 43 s     |

### 8eétape
| \| Classement de l'étape \| Classement de l'étape \| Classement de l'étape \| Classement de l'étape \| Classement de l'étape \| \| Coureur \| Coureur \| Pays \| Équipe \| Temps \| \| --------------------- \| --------------------- \| --------------------- \| --------------------- \| --------------------- \| \| 1er \| Jakob Fuglsang \| Danemark \| Astana \| 3 h 26 min 20 s \| \| 2e \| Dan Martin \| Irlande \| Quick-Step Floors \| + 12 s \| \| 3e \| Louis Meintjes \| Afrique du Sud \| UAE Team Emirates \| + 27 s \| \| 4e \| Emanuel Buchmann \| Allemagne \| Bora-Hansgrohe \| + 44 s \| \| 5e \| Fabio Aru \| Italie \| Astana \| + 1 min 01 s \| \| 6e \| Romain Bardet \| France \| AG2R La Mondiale \| + 1 min 02 s \| \| 7e \| Richie Porte \| Australie \| BMC Racing Team \| + 1 min 15 s \| \| 8e \| Christopher Froome \| Royaume-Uni \| Team Sky \| + 1 min 36 s \| \| 9e \| Rafael Valls \| Espagne \| Lotto-Soudal \| + 1 min 41 s \| \| 10e \| Alejandro Valverde \| Espagne \| Movistar Team \| + 3 min 30 s \| |                    |                |                   |                 |
| |                    |                |                   |                 |
| |                    |                |                   |                 |
| Classement de l'étape |                    |                |                   |                 |
| Coureur | Coureur            | Pays           | Équipe            | Temps           |
| 1er | Jakob Fuglsang     | Danemark       | Astana            | 3 h 26 min 20 s |
| 2e | Dan Martin         | Irlande        | Quick-Step Floors | + 12 s          |
| 3e | Louis Meintjes     | Afrique du Sud | UAE Team Emirates | + 27 s          |
| 4e | Emanuel Buchmann   | Allemagne      | Bora-Hansgrohe    | + 44 s          |
| 5e | Fabio Aru          | Italie         | Astana            | + 1 min 01 s    |
| 6e | Romain Bardet      | France         | AG2R La Mondiale  | + 1 min 02 s    |
| 7e | Richie Porte       | Australie      | BMC Racing Team   | + 1 min 15 s    |
| 8e | Christopher Froome | Royaume-Uni    | Team Sky          | + 1 min 36 s    |
| 9e | Rafael Valls       | Espagne        | Lotto-Soudal      | + 1 min 41 s    |
| 10e | Alejandro Valverde | Espagne        | Movistar Team     | + 3 min 30 s    |

## Classements finals

### Classement général final
| \| Classement général \| Classement général \| Classement général \| Classement général \| Classement général \| \| Coureur \| Coureur \| Pays \| Équipe \| Temps \| \| ------------------ \| ------------------ \| ------------------ \| ------------------ \| ------------------ \| \| 1er \| Jakob Fuglsang \| Danemark \| Astana \| 29 h 05 min 54 s \| \| 2e \| Richie Porte \| Australie \| BMC Racing Team \| + 10 s \| \| 3e \| Dan Martin \| Irlande \| Quick-Step Floors \| + 1 min 32 s \| \| 4e \| Christopher Froome \| Royaume-Uni \| Team Sky \| + 1 min 33 s \| \| 5e \| Fabio Aru \| Italie \| Astana \| + 1 min 37 s \| \| 6e \| Romain Bardet \| France \| AG2R La Mondiale \| + 2 min 04 s \| \| 7e \| Emanuel Buchmann \| Allemagne \| Bora-Hansgrohe \| + 2 min 32 s \| \| 8e \| Louis Meintjes \| Afrique du Sud \| UAE Team Emirates \| + 3 min 12 s \| \| 9e \| Alejandro Valverde \| Espagne \| Movistar Team \| + 4 min 08 s \| \| 10e \| Rafael Valls \| Espagne \| Lotto-Soudal \| + 4 min 40 s \| \| 11e \| Alberto Contador \| Espagne \| Trek-Segafredo \| + 5 min 20 s \| \| 12e \| Tiesj Benoot \| Belgique \| Lotto-Soudal \| + 8 min 03 s \| \| 13e \| Simon Yates \| Royaume-Uni \| Orica-Scott \| + 9 min 02 s \| \| 14e \| Sam Oomen \| Pays-Bas \| Team Sunweb \| + 9 min 03 s \| \| 15e \| Pierre Latour \| France \| AG2R La Mondiale \| + 12 min 16 s \| |                    |                |                   |                  |
| |                    |                |                   |                  |
| Source : ProCyclingStats |                    |                |                   |                  |
| Classement général |                    |                |                   |                  |
| Coureur | Coureur            | Pays           | Équipe            | Temps            |
| 1er | Jakob Fuglsang     | Danemark       | Astana            | 29 h 05 min 54 s |
| 2e | Richie Porte       | Australie      | BMC Racing Team   | + 10 s           |
| 3e | Dan Martin         | Irlande        | Quick-Step Floors | + 1 min 32 s     |
| 4e | Christopher Froome | Royaume-Uni    | Team Sky          | + 1 min 33 s     |
| 5e | Fabio Aru          | Italie         | Astana            | + 1 min 37 s     |
| 6e | Romain Bardet      | France         | AG2R La Mondiale  | + 2 min 04 s     |
| 7e | Emanuel Buchmann   | Allemagne      | Bora-Hansgrohe    | + 2 min 32 s     |
| 8e | Louis Meintjes     | Afrique du Sud | UAE Team Emirates | + 3 min 12 s     |
| 9e | Alejandro Valverde | Espagne        | Movistar Team     | + 4 min 08 s     |
| 10e | Rafael Valls       | Espagne        | Lotto-Soudal      | + 4 min 40 s     |
| 11e | Alberto Contador   | Espagne        | Trek-Segafredo    | + 5 min 20 s     |
| 12e | Tiesj Benoot       | Belgique       | Lotto-Soudal      | + 8 min 03 s     |
| 13e | Simon Yates        | Royaume-Uni    | Orica-Scott       | + 9 min 02 s     |
| 14e | Sam Oomen          | Pays-Bas       | Team Sunweb       | + 9 min 03 s     |
| 15e | Pierre Latour      | France         | AG2R La Mondiale  | + 12 min 16 s    |

### Classements annexes
| Classement par points | Classement par points | Classement par points | Classement par points | Classement par points |
| Coureur               | Coureur               | Pays                  | Équipe                | Points                |
| --------------------- | --------------------- | --------------------- | --------------------- | --------------------- |
| 1er                   | Arnaud Démare         | France                | FDJ                   | 59 pts                |
| 2e                    | Phil Bauhaus          | Allemagne             | Team Sunweb           | 47 pts                |
| 3e                    | Richie Porte          | Australie             | BMC Racing Team       | 36 pts                |

| Classement par points | Classement par points | Classement par points | Classement par points | Classement par points |
| Coureur               | Coureur               | Pays                  | Équipe                | Points                |
| --------------------- | --------------------- | --------------------- | --------------------- | --------------------- |
| 1er                   | Arnaud Démare         | France                | FDJ                   | 59 pts                |
| 2e                    | Phil Bauhaus          | Allemagne             | Team Sunweb           | 47 pts                |
| 3e                    | Richie Porte          | Australie             | BMC Racing Team       | 36 pts                |

| Classement de la montagne | Classement de la montagne | Classement de la montagne | Classement de la montagne | Classement de la montagne |
| ------------------------- | ------------------------- | ------------------------- | ------------------------- | ------------------------- |
|                           | Coureur                   | Pays                      | Équipe                    | Point(s)                  |
| 1er                       | Koen Bouwman              | Pays-Bas                  | Lotto NL-Jumbo            | 44 points                 |
| 2e                        | Fabio Aru                 | Italie                    | Astana                    | 29 pts                    |
| 3e                        | Ben Swift                 | Royaume-Uni               | UAE Emirates              | 29 pts                    |
| modifier                  |                           |                           |                           |                           |

| Classement du meilleur jeune | Classement du meilleur jeune | Classement du meilleur jeune | Classement du meilleur jeune | Classement du meilleur jeune |
|                              | Coureur                      | Pays                         | Équipe                       | Temps                        |
| ---------------------------- | ---------------------------- | ---------------------------- | ---------------------------- | ---------------------------- |
| 1er                          | Emanuel Buchmann             | Allemagne                    | Bora-Hansgrohe               | en 29 h 8 min 26 s           |
| 2e                           | Louis Meintjes               | Afrique du Sud               | UAE Emirates                 | + 40 s                       |
| 3e                           | Tiesj Benoot                 | Belgique                     | Lotto-Soudal                 | + 5 min 31 s                 |
| modifier                     |                              |                              |                              |                              |

| Classement par équipes | Classement par équipes | Classement par équipes | Classement par équipes |
| Équipe                 | Équipe                 | Pays                   | Temps                  |
| ---------------------- | ---------------------- | ---------------------- | ---------------------- |
| 1re                    | AG2R La Mondiale       | France                 | 87 h 44 min 22 s       |
| 2e                     | Lotto-Soudal           | Belgique               | + 7 min 27 s           |
| 3e                     | Astana                 | Kazakhstan             | + 8 min 36 s           |

| Classement par équipes | Classement par équipes | Classement par équipes | Classement par équipes |
| Équipe                 | Équipe                 | Pays                   | Temps                  |
| ---------------------- | ---------------------- | ---------------------- | ---------------------- |
| 1re                    | AG2R La Mondiale       | France                 | 87 h 44 min 22 s       |
| 2e                     | Lotto-Soudal           | Belgique               | + 7 min 27 s           |
| 3e                     | Astana                 | Kazakhstan             | + 8 min 36 s           |

## UCI World Tour
Le barème des points du classement World Tour sur ce Critérium du Dauphiné est le suivant :
| Position           | 1er | 2e  | 3e  | 4e  | 5e  | 6e  | 7e  | 8e  | 9e  | 10e | 11e | 12e | 13e | 14e | 15e | 16e | 17e | 18e | 19e | 20e | 21e à 25e | 26e à 30e | 31e à 40e | 41e à 50e | 51e à 55e | 56e à 60e |
| ------------------ | --- | --- | --- | --- | --- | --- | --- | --- | --- | --- | --- | --- | --- | --- | --- | --- | --- | --- | --- | --- | --------- | --------- | --------- | --------- | --------- | --------- |
| Classement général | 500 | 400 | 325 | 275 | 225 | 175 | 150 | 125 | 100 | 85  | 70  | 60  | 50  | 40  | 35  | 30  | 30  | 30  | 30  | 30  | 20        | 20        | 10        | 10        | 5         | 3         |
| Par étapes         | 60  | 25  | 10  |     |     |     |     |     |     |     |     |     |     |     |     |     |     |     |     |     |           |           |           |           |           |           |
| Leader par étapes  | 10  |     |     |     |     |     |     |     |     |     |     |     |     |     |     |     |     |     |     |     |           |           |           |           |           |           |

| # | Coureur            | Équipe            | Points |
| - | ------------------ | ----------------- | ------ |
| 1 | Jakob Fuglsang     | Astana            | 620    |
| 2 | Richie Porte       | BMC Racing        | 505    |
| 3 | Daniel Martin      | Quick-Step Floors | 350    |
| 4 | Christopher Froome | Sky               | 285    |
| 5 | Fabio Aru          | Astana            | 225    |
| 6 | Romain Bardet      | AG2R La Mondiale  | 175    |
| 7 | Emanuel Buchmann   | Bora-Hansgrohe    | 150    |
| 8 | Louis Meintjes     | UAE Emirates      | 135    |
| 9 | Alejandro Valverde | Movistar          | 110    |
| - | Thomas De Gendt    | Lotto-Soudal      | 110    |

| Suite du classement (11-80) | Suite du classement (11-80) | Suite du classement (11-80) | Suite du classement (11-80) |
| --------------------------- | --------------------------- | --------------------------- | --------------------------- |
| #                           | Coureur                     | Équipe                      | Points                      |
| 11                          | Rafael Valls                | Lotto-Soudal                | 85                          |
| -                           | Arnaud Démare               | FDJ                         | 85                          |
| 13                          | Peter Kennaugh              | Sky                         | 80                          |
| 14                          | Alberto Contador            | Trek-Segafredo              | 70                          |
| 15                          | Tiesj Benoot                | Lotto-Soudal                | 60                          |
| -                           | Koen Bouwman                | Lotto NL-Jumbo              | 60                          |
| -                           | Phil Bauhaus                | Sunweb                      | 60                          |
| 18                          | Simon Yates                 | Orica-Scott                 | 50                          |
| 19                          | Sam Oomen                   | Sunweb                      | 40                          |
| 20                          | Pierre Latour               | AG2R La Mondiale            | 35                          |
| -                           | Ben Swift                   | UAE Emirates                | 35                          |
| 22                          | Stef Clement                | Lotto NL-Jumbo              | 30                          |
| -                           | André Cardoso               | Trek-Segafredo              | 30                          |
| -                           | Diego Ulissi                | UAE Emirates                | 30                          |
| -                           | Axel Domont                 | AG2R La Mondiale            | 30                          |
| 26                          | Alexander Kristoff          | Katusha-Alpecin             | 25                          |
| -                           | Tony Martin                 | Katusha-Alpecin             | 25                          |
| 28                          | Alexis Vuillermoz           | AG2R La Mondiale            | 20                          |
| -                           | Andrew Talansky             | Cannondale-Drapac           | 20                          |
| -                           | Simon Clarke                | Cannondale-Drapac           | 20                          |
| -                           | Janez Brajkovič             | Bahrain-Merida              | 20                          |
| -                           | Esteban Chaves              | Orica-Scott                 | 20                          |
| -                           | Roman Kreuziger             | Orica-Scott                 | 20                          |
| -                           | Oliver Naesen               | AG2R La Mondiale            | 20                          |
| -                           | Warren Barguil              | Sunweb                      | 20                          |
| -                           | Jesús Herrada               | Movistar                    | 20                          |
| 37                          | Jack Haig                   | Orica-Scott                 | 10                          |
| -                           | Ben Hermans                 | BMC Racing                  | 10                          |
| -                           | Vegard Stake Laengen        | UAE Emirates                | 10                          |
| -                           | Daniel Moreno               | Movistar                    | 10                          |
| -                           | Haimar Zubeldia             | Trek-Segafredo              | 10                          |
| -                           | Tony Gallopin               | Lotto-Soudal                | 10                          |
| -                           | Maurits Lammertink          | Katusha-Alpecin             | 10                          |
| -                           | Damien Howson               | Orica-Scott                 | 10                          |
| -                           | Serge Pauwels               | Dimension Data              | 10                          |
| -                           | Michał Kwiatkowski          | Sky                         | 10                          |
| -                           | Richard Carapaz             | Movistar                    | 10                          |
| -                           | Nicolas Roche               | BMC Racing                  | 10                          |
| -                           | Ben O'Connor                | Dimension Data              | 10                          |
| -                           | Jens Keukeleire             | Orica-Scott                 | 10                          |
| -                           | Alexey Lutsenko             | Astana                      | 10                          |
| -                           | Antwan Tolhoek              | Lotto NL-Jumbo              | 10                          |
| 53                          | Sander Armée                | Lotto-Soudal                | 5                           |
| -                           | Edvald Boasson Hagen        | Dimension Data              | 5                           |
| -                           | Jesús Hernández Blázquez    | Trek-Segafredo              | 5                           |
| 56                          | Alberto Bettiol             | Cannondale-Drapac           | 3                           |
| -                           | Ian Boswell                 | Sky                         | 3                           |
| -                           | Nils Politt                 | Katusha-Alpecin             | 3                           |
| -                           | Lennard Hofstede            | Sunweb                      | 3                           |

| #  | Équipe            | Points |
| -- | ----------------- | ------ |
| 1  | Astana            | 855    |
| 2  | BMC Racing        | 525    |
| 3  | Sky               | 378    |
| 4  | Quick-Step Floors | 350    |
| 5  | AG2R La Mondiale  | 280    |
| 6  | Lotto-Soudal      | 270    |
| 7  | UAE Emirates      | 210    |
| 8  | Movistar          | 150    |
| -  | Bora-Hansgrohe    | 150    |
| 10 | Sunweb            | 123    |

| Suite du classement (11-18) | Suite du classement (11-18) | Suite du classement (11-18) | Suite du classement (11-18) |
| --------------------------- | --------------------------- | --------------------------- | --------------------------- |
| #                           | Équipe                      | Points                      |                             |
| 11                          | Orica-Scott                 | 120                         |                             |
| 12                          | Trek-Segafredo              | 115                         |                             |
| 13                          | Lotto NL-Jumbo              | 100                         |                             |
| 14                          | Katusha-Alpecin             | 63                          |                             |
| 15                          | Cannondale-Drapac           | 43                          |                             |
| 16                          | Dimension Data              | 25                          |                             |
| 17                          | Bahrain-Merida              | 20                          |                             |

## Évolution des classements
Le classement général, dont le leader porte le maillot jaune à bande bleue, s'établit en additionnant les temps réalisés à chaque étape, puis en ôtant d'éventuelles bonifications (10, 6 et 4 s à l'arrivée des étapes en ligne). En cas d'égalité, les critères de départage, dans l'ordre, sont : les fractions de seconde enregistrés lors du prologue, addition des places obtenues lors de chaque étape, place obtenue lors de la dernière étape.
Le classement par points, dont le leader porte le maillot vert, est l'addition des points attribués à l'arrivée des étapes. 
- Pour les étapes 1, 2, 3 et 5 (25, 22, 20, 18, 16, 14, 12, 10, 8 et 6 points aux 10 premiers coureurs classés).
- Pour les étapes 4, 6, 7 et 8 (15, 12, 10, 8, 6, 5, 4, 3, 2 et 1 points aux 10 premiers coureurs classés).

En cas d'égalité de points, les critères de départage, dans l'ordre, sont : nombre de victoires d'étape, classement général au temps. Le vainqueur de ce classement remporte une dotation de 2000€.
Le classement du meilleur grimpeur, dont le leader porte le maillot rouge à pois blancs, consiste en l'addition des points obtenus au sommet des ascensions ;
- Hors catégorie (15, 12, 10, 8, 6, 5, 4, 3, 2 et 1 points aux 10 premiers coureurs classés),
- 1re catégorie (10, 8, 6, 4, 2 et 1 points aux 6 premiers coureurs classés),
- 2e catégorie (5, 3, 2 et 1 points aux 4 premiers coureurs classés),
- 3e catégorie (2 et 1 points aux 2 premiers coureurs classés),
- 4e catégorie (1 point au premier coureur classé).

En cas d'égalité de points, les critères de départage, dans l'ordre, sont : nombre de premières places dans les ascensions Hors catégorie, de 1re, de 2e, de 3e, puis de 4e catégorie, classement général. Le vainqueur de ce classement remporte une dotation de 2000€.
Le classement du meilleur jeune, dont le leader porte le maillot blanc, est le classement général des coureurs nés depuis le 1er janvier 1992. Le vainqueur de ce classement remporte une dotation de 1000€.
Le classement par équipes de l'étape est l'addition des trois meilleurs temps individuels de chaque équipe. En cas d'égalité, les critères de départage, dans l'ordre, sont : addition des places des 3 premiers coureurs des équipes concernées, place du meilleur coureur sur l'étape. Calculer le classement par équipes revient à additionner les classements par équipes de chaque étape. En cas d'égalité, les critères de départage, dans l'ordre, sont : nombre de premières places dans le classement par équipes du jour, nombre de deuxièmes places dans le classement par équipes du jour, etc., place au classement général du meilleur coureur des équipes concernées.
| Étape              | Vainqueur          | Classement général | Classement par points | Classement de la montagne | Classement du meilleur jeune | Classement par équipes |
| ------------------ | ------------------ | ------------------ | --------------------- | ------------------------- | ---------------------------- | ---------------------- |
| 1                  | Thomas De Gendt    | Thomas De Gendt    | Thomas De Gendt       | Thomas De Gendt           | Pierre Latour                | Lotto-Soudal           |
| 2                  | Arnaud Démare      | Thomas De Gendt    | Sonny Colbrelli       | Thomas De Gendt           | Pierre Latour                | Lotto-Soudal           |
| 3                  | Koen Bouwman       | Thomas De Gendt    | Arnaud Démare         | Thomas De Gendt           | Pierre Latour                | Lotto-Soudal           |
| 4                  | Richie Porte       | Thomas De Gendt    | Arnaud Démare         | Thomas De Gendt           | Sam Oomen                    | Movistar               |
| 5                  | Phil Bauhaus       | Thomas De Gendt    | Arnaud Démare         | Koen Bouwman              | Sam Oomen                    | Movistar               |
| 6                  | Jakob Fuglsang     | Richie Porte       | Arnaud Démare         | Koen Bouwman              | Emanuel Buchmann             | AG2R La Mondiale       |
| 7                  | Peter Kennaugh     | Richie Porte       | Arnaud Démare         | Koen Bouwman              | Emanuel Buchmann             | AG2R La Mondiale       |
| 8                  | Jakob Fuglsang     | Jakob Fuglsang     | Arnaud Démare         | Koen Bouwman              | Emanuel Buchmann             | AG2R La Mondiale       |
| Classements finals | Classements finals | Jakob Fuglsang     | Arnaud Démare         | Koen Bouwman              | Emanuel Buchmann             | AG2R La Mondiale       |

## Liste des participants
- Liste de départ complète

| Légende                             | Légende                                                                                                  | Légende                                | Légende                                                                                                  |
| ----------------------------------- | --- | -------------------------------------- | --- |
| Num                                 | Dossard de départ porté par le coureur sur ce Critérium du Dauphiné                                      | Pos                                    | Position finale au classement général                                                                    |
| Leader du classement général        | Indique le vainqueur du classement général                                                               | Leader du classement par points        | Indique le vainqueur du classement par points                                                            |
| Leader du classement de la montagne | Indique le vainqueur du classement de la montagne                                                        | Leader du classement du meilleur jeune | Indique le vainqueur du classement du meilleur jeune                                                     |
|                                     | Indique un maillot de champion national ou mondial, suivi de sa spécialité                               | #                                      | Indique la meilleure équipe                                                                              |
| NP                                  | Indique un coureur qui n'a pas pris le départ d'une étape, suivi du numéro de l'étape où il s'est retiré | AB                                     | Indique un coureur qui n'a pas terminé une étape, suivi du numéro de l'étape où il s'est retiré          |
| HD                                  | Indique un coureur qui a terminé une étape hors des délais, suivi du numéro de l'étape                   | *                                      | Indique un coureur en lice pour le classement du meilleur jeune (coureurs nés après le 1er janvier 1992) |

| Sky SKY                                              | Sky SKY                  | Sky SKY |
| ---------------------------------------------------- | ------------------------ | ------- |
| Num                                                  | Coureur                  | Pos     |
| 1                                                    | Christopher Froome (GBR) | 4e      |
| 2                                                    | Ian Boswell (USA)        | 57e     |
| 3                                                    | Peter Kennaugh (GBR)     | 27e     |
| 4                                                    | Christian Knees (GER)    | 84e     |
| 5                                                    | Michał Kwiatkowski (POL) | 43e     |
| 6                                                    | David López García (ESP) | AB-8    |
| 7                                                    | Luke Rowe (GBR)          | AB-8    |
| 8                                                    | Ian Stannard (GBR)       | NP-5    |
| Directeurs sportifs : Servais Knaven, Nicolas Portal |                          |         |

| AG2R La Mondiale ALM #                                | AG2R La Mondiale ALM #  | AG2R La Mondiale ALM # |
| ----------------------------------------------------- | ----------------------- | ---------------------- |
| Num                                                   | Coureur                 | Pos                    |
| 11                                                    | Romain Bardet (FRA)     | 6e                     |
| 12                                                    | Axel Domont (FRA)       | 53e                    |
| 13                                                    | Samuel Dumoulin (FRA)   | HD-8                   |
| 14                                                    | Julien Duval (FRA)      | AB-8                   |
| 15                                                    | Cyril Gautier (FRA)     | HD-8                   |
| 16                                                    | Pierre Latour (FRA) *   | 15e                    |
| 17                                                    | Oliver Naesen (BEL)     | 29e                    |
| 18                                                    | Alexis Vuillermoz (FRA) | 21e                    |
| Directeurs sportifs : Julien Jurdie, Stéphane Goubert |                         |                        |

| Quick-Step Floors QST                              | Quick-Step Floors QST     | Quick-Step Floors QST |
| -------------------------------------------------- | ------------------------- | --------------------- |
| Num                                                | Coureur                   | Pos                   |
| 21                                                 | Daniel Martin (IRL)       | 3e                    |
| 22                                                 | Eros Capecchi (ITA)       | NP-3                  |
| 23                                                 | Tim Declercq (BEL)        | 105e                  |
| 24                                                 | Enric Mas (ESP) *         | AB-8                  |
| 25                                                 | Maximiliano Richeze (ARG) | NP-6                  |
| 26                                                 | Petr Vakoč (CZE) *        | 98e                   |
| 27                                                 | Martin Velits (SVK)       | AB-2                  |
| 28                                                 | Julien Vermote (BEL)      | 103e                  |
| Directeurs sportifs : Brian Holm, Wilfried Peeters |                           |                       |

| BMC Racing BMC                                     | BMC Racing BMC                  | BMC Racing BMC |
| -------------------------------------------------- | ------------------------------- | -------------- |
| Num                                                | Coureur                         | Pos            |
| 31                                                 | Richie Porte (AUS)              | 2e             |
| 32                                                 | Brent Bookwalter (USA)          | 64e            |
| 33                                                 | Alessandro De Marchi (ITA)      | 104e           |
| 34                                                 | Kilian Frankiny (SUI) *         | 92e            |
| 35                                                 | Ben Hermans (BEL)               | 33e            |
| 36                                                 | Amaël Moinard (FRA)             | 73e            |
| 37                                                 | Nicolas Roche (IRL) (Route/Clm) | 45e            |
| 38                                                 | Danilo Wyss (SUI)               | 69e            |
| Directeurs sportifs : Fabio Baldato, Yvon Ledanois |                                 |                |

| Trek-Segafredo TFS                                    | Trek-Segafredo TFS             | Trek-Segafredo TFS |
| ----------------------------------------------------- | ------------------------------ | ------------------ |
| Num                                                   | Coureur                        | Pos                |
| 41                                                    | Alberto Contador (ESP)         | 11e                |
| 42                                                    | Fumiyuki Beppu (JPN)           | AB-8               |
| 43                                                    | André Cardoso (POR)            | 19e                |
| 44                                                    | Michael Gogl (AUT) *           | 67e                |
| 45                                                    | Jesús Hernández Blázquez (ESP) | 54e                |
| 46                                                    | Markel Irizar (ESP)            | 99e                |
| 47                                                    | Edward Theuns (BEL)            | HD-2               |
| 48                                                    | Haimar Zubeldia (ESP)          | 37e                |
| Directeurs sportifs : Steven de Jongh, Alain Gallopin |                                |                    |

| Movistar MOV                                                  | Movistar MOV                  | Movistar MOV |
| ------------------------------------------------------------- | ----------------------------- | ------------ |
| Num                                                           | Coureur                       | Pos          |
| 51                                                            | Alejandro Valverde (ESP)      | 9e           |
| 52                                                            | Jorge Arcas (ESP) *           | 78e          |
| 53                                                            | Richard Carapaz (ECU)         | 44e          |
| 54                                                            | Imanol Erviti (ESP)           | 86e          |
| 55                                                            | Rubén Fernández Andújar (ESP) | AB-8         |
| 56                                                            | Jesús Herrada (ESP)           | 32e          |
| 57                                                            | Daniel Moreno (ESP)           | 36e          |
| 58                                                            | Jasha Sütterlin (GER) *       | 70e          |
| Directeurs sportifs : Vicente García Acosta, José Luis Laguía |                               |              |

| Orica-Scott ORS                                         | Orica-Scott ORS               | Orica-Scott ORS |
| ------------------------------------------------------- | ----------------------------- | --------------- |
| Num                                                     | Coureur                       | Pos             |
| 61                                                      | Simon Gerrans (AUS)           | AB-8            |
| 62                                                      | Esteban Chaves (COL)          | 26e             |
| 63                                                      | Jack Haig (AUS) *             | 31e             |
| 64                                                      | Damien Howson (AUS) *         | 40e             |
| 65                                                      | Daryl Impey (RSA) (Clm)       | 72e             |
| 66                                                      | Jens Keukeleire (BEL)         | 47e             |
| 67                                                      | Roman Kreuziger (CZE) (Route) | 28e             |
| 68                                                      | Simon Yates (GBR) *           | 13e             |
| Directeurs sportifs : Laurenzo Lapage, David McPartland |                               |                 |

| Astana AST                                             | Astana AST                     | Astana AST |
| ------------------------------------------------------ | ------------------------------ | ---------- |
| Num                                                    | Coureur                        | Pos        |
| 71                                                     | Fabio Aru (ITA)                | 5e         |
| 72                                                     | Sergey Chernetskiy (RUS) (Clm) | 77e        |
| 73                                                     | Jakob Fuglsang (DEN)           | 1er        |
| 74                                                     | Bakhtiyar Kozhatayev (KAZ) *   | 89e        |
| 75                                                     | Alexey Lutsenko (KAZ) *        | 48e        |
| 76                                                     | Luis León Sánchez (ESP)        | NP-7       |
| 77                                                     | Nikita Stalnov (KAZ)           | 106e       |
| 78                                                     | Michael Valgren (DEN) *        | 76e        |
| Directeurs sportifs : Dmitriy Fofonov, Lars Michaelsen |                                |            |

| Lotto NL-Jumbo TLJ                                    | Lotto NL-Jumbo TLJ            | Lotto NL-Jumbo TLJ |
| ----------------------------------------------------- | ----------------------------- | ------------------ |
| Num                                                   | Coureur                       | Pos                |
| 81                                                    | Stef Clement (NED)            | 16e                |
| 82                                                    | Enrico Battaglin (ITA)        | 93e                |
| 83                                                    | Koen Bouwman (NED) *          | 112e               |
| 84                                                    | Floris De Tier (BEL) *        | NP-3               |
| 85                                                    | Amund Grøndahl Jansen (NOR) * | 124e               |
| 86                                                    | Antwan Tolhoek (NED) *        | 49e                |
| 87                                                    | Gijs Van Hoecke (BEL)         | HD-8               |
| 88                                                    | Alexey Vermeulen (USA) *      | 61e                |
| Directeurs sportifs : Grischa Niermann, Frans Maassen |                               |                    |

| Cofidis COF                                         | Cofidis COF               | Cofidis COF |
| --------------------------------------------------- | ------------------------- | ----------- |
| Num                                                 | Coureur                   | Pos         |
| 91                                                  | Nacer Bouhanni (FRA)      | NP-8        |
| 92                                                  | Dimitri Claeys (BEL)      | 115e        |
| 93                                                  | Cyril Lemoine (FRA)       | 109e        |
| 94                                                  | Daniel Navarro (ESP)      | 17e         |
| 95                                                  | Julien Simon (FRA)        | 83e         |
| 96                                                  | Geoffrey Soupe (FRA)      | AB-7        |
| 97                                                  | Anthony Turgis (FRA) *    | 100e        |
| 98                                                  | Jonas Van Genechten (BEL) | NP-6        |
| Directeurs sportifs : Didier Rous, Jean-Luc Jonrond |                           |             |

| Lotto-Soudal LTS                                  | Lotto-Soudal LTS         | Lotto-Soudal LTS |
| ------------------------------------------------- | ------------------------ | ---------------- |
| Num                                               | Coureur                  | Pos              |
| 101                                               | Tony Gallopin (FRA)      | 38e              |
| 102                                               | Sander Armée (BEL)       | 51e              |
| 103                                               | Tiesj Benoot (BEL) *     | 12e              |
| 104                                               | Thomas De Gendt (BEL)    | NP-8             |
| 105                                               | James Shaw (GBR) *       | AB-8             |
| 106                                               | Rafael Valls (ESP)       | 10e              |
| 107                                               | Tosh Van der Sande (BEL) | NP-2             |
| 108                                               | Jelle Vanendert (BEL)    | AB-8             |
| Directeurs sportifs : Herman Frison, Marc Wauters |                          |                  |

| FDJ                                                  | FDJ                             | FDJ  |
| ---------------------------------------------------- | ------------------------------- | ---- |
| Num                                                  | Coureur                         | Pos  |
| 111                                                  | Arnaud Démare (FRA)             | 123e |
| 112                                                  | Davide Cimolai (ITA)            | HD-8 |
| 113                                                  | Mickaël Delage (FRA)            | 122e |
| 114                                                  | David Gaudu (FRA) *             | AB-6 |
| 115                                                  | Jacopo Guarnieri (ITA)          | NP-6 |
| 116                                                  | Ignatas Konovalovas (LTU) (Clm) | 118e |
| 117                                                  | Olivier Le Gac (FRA) *          | 121e |
| 118                                                  | Jérémy Maison (FRA) *           | 91e  |
| Directeurs sportifs : Thierry Bricaud, Franck Pineau |                                 |      |

| Katusha-Alpecin KAT                                  | Katusha-Alpecin KAT           | Katusha-Alpecin KAT |
| ---------------------------------------------------- | ----------------------------- | ------------------- |
| Num                                                  | Coureur                       | Pos                 |
| 121                                                  | Alexander Kristoff (NOR)      | NP-6                |
| 122                                                  | Sven Erik Bystrøm (NOR) *     | 101e                |
| 123                                                  | Maurits Lammertink (FRA)      | 39e                 |
| 124                                                  | Tiago Machado (POR)           | AB-7                |
| 125                                                  | Tony Martin (GER) (Clm) (Clm) | 90e                 |
| 126                                                  | Michael Mørkøv (DEN)          | 116e                |
| 127                                                  | Nils Politt (GER) *           | 59e                 |
| 128                                                  | Rick Zabel (GER) *            | 110e                |
| Directeurs sportifs : Xavier Florencio, José Azevedo |                               |                     |

| Sunweb SUN                                               | Sunweb SUN                | Sunweb SUN |
| -------------------------------------------------------- | ------------------------- | ---------- |
| Num                                                      | Coureur                   | Pos        |
| 131                                                      | Warren Barguil (FRA)      | 30e        |
| 132                                                      | Phil Bauhaus (GER) *      | 119e       |
| 133                                                      | Bert De Backer (BEL)      | 114e       |
| 134                                                      | Johannes Fröhlinger (GER) | 108e       |
| 135                                                      | Chad Haga (USA)           | AB-7       |
| 136                                                      | Chris Hamilton (AUS) *    | 125e       |
| 137                                                      | Lennard Hofstede (NED) *  | 60e        |
| 138                                                      | Sam Oomen (NED)           | 14e        |
| Directeurs sportifs : Morten Bennekou, Arthur van Dongen |                           |            |

| Bahrain-Merida TBM                                    | Bahrain-Merida TBM                 | Bahrain-Merida TBM |
| ----------------------------------------------------- | ---------------------------------- | ------------------ |
| Num                                                   | Coureur                            | Pos                |
| 141                                                   | Janez Brajkovič (SLO)              | 24e                |
| 142                                                   | Yukiya Arashiro (JPN)              | 82e                |
| 143                                                   | Grega Bole (SLO)                   | 68e                |
| 144                                                   | Borut Božič (SLO)                  | NP-6               |
| 145                                                   | Sonny Colbrelli (ITA)              | NP-6               |
| 146                                                   | Ramūnas Navardauskas (LTU) (Route) | AB-8               |
| 147                                                   | Antonio Nibali (ITA) *             | DSQ-8              |
| 148                                                   | Franco Pellizotti (ITA)            | AB-7               |
| Directeurs sportifs : Philippe Mauduit, Alberto Volpi |                                    |                    |

| Cannondale-Drapac CDT                              | Cannondale-Drapac CDT     | Cannondale-Drapac CDT |
| -------------------------------------------------- | ------------------------- | --------------------- |
| Num                                                | Coureur                   | Pos                   |
| 151                                                | Andrew Talansky (USA)     | 22e                   |
| 152                                                | Alberto Bettiol (ITA) *   | 56e                   |
| 153                                                | Nathan Brown (USA)        | 62e                   |
| 154                                                | Brendan Canty (AUS) *     | 95e                   |
| 155                                                | Simon Clarke (AUS)        | 23e                   |
| 156                                                | Davide Formolo (ITA) *    | NP-7                  |
| 157                                                | Sebastian Langeveld (NED) | AB-8                  |
| 158                                                | Dylan van Baarle (NED) *  | 74e                   |
| Directeurs sportifs : Andreas Klier, Ken Vanmarcke |                           |                       |

| Direct Énergie DEN                                      | Direct Énergie DEN    | Direct Énergie DEN |
| ------------------------------------------------------- | --------------------- | ------------------ |
| Num                                                     | Coureur               | Pos                |
| 161                                                     | Bryan Coquard (FRA) * | AB-8               |
| 162                                                     | Tony Hurel (FRA)      | AB-1               |
| 163                                                     | Julien Morice (FRA)   | AB-7               |
| 164                                                     | Bryan Nauleau (FRA)   | 96e                |
| 165                                                     | Adrien Petit (FRA)    | AB-8               |
| 166                                                     | Romain Sicard (FRA)   | 50e                |
| 167                                                     | Angélo Tulik (FRA)    | 71e                |
| 168                                                     | Thomas Voeckler (FRA) | 55e                |
| Directeurs sportifs : Jimmy Engoulvent, Lylian Lebreton |                       |                    |

| Dimension Data DDD                                           | Dimension Data DDD                | Dimension Data DDD |
| ------------------------------------------------------------ | --------------------------------- | ------------------ |
| Num                                                          | Coureur                           | Pos                |
| 171                                                          | Edvald B. Hagen (NOR) (Route/Clm) | 52e                |
| 172                                                          | Natnael Berhane (ERI)             | AB-7               |
| 173                                                          | Adrien Niyonshuti (RWA) (Clm)     | HD-8               |
| 174                                                          | Ben O'Connor (AUS) *              | 46e                |
| 175                                                          | Serge Pauwels (BEL)               | 41e                |
| 176                                                          | Youcef Reguigui (ALG)             | 107e               |
| 177                                                          | Jay Robert Thomson (RSA)          | 94e                |
| 178                                                          | Scott Thwaites (GBR)              | 81e                |
| Directeurs sportifs : Roger Hammond, Jean-Pierre Heynderickx |                                   |                    |

| UAE Emirates UAD                                  | UAE Emirates UAD           | UAE Emirates UAD |
| ------------------------------------------------- | -------------------------- | ---------------- |
| Num                                               | Coureur                    | Pos              |
| 181                                               | Louis Meintjes (RSA) *     | 8e               |
| 182                                               | Matteo Bono (ITA)          | 102e             |
| 183                                               | Kristijan Đurasek (CRO)    | AB-8             |
| 184                                               | Vegard Stake Laengen (NOR) | 34e              |
| 185                                               | Manuele Mori (ITA)         | 65e              |
| 186                                               | Ben Swift (GBR)            | 35e              |
| 187                                               | Diego Ulissi (ITA)         | 25e              |
| 188                                               | Federico Zurlo (ITA) *     | 120e             |
| Directeurs sportifs : Mario Scirea, Daniele Righi |                            |                  |

| Bora-Hansgrohe BOH                                       | Bora-Hansgrohe BOH        | Bora-Hansgrohe BOH |
| -------------------------------------------------------- | ------------------------- | ------------------ |
| Num                                                      | Coureur                   | Pos                |
| 191                                                      | Leopold König (CZE) (Clm) | AB-3               |
| 192                                                      | Pascal Ackermann (GER) *  | AB-7               |
| 193                                                      | Emanuel Buchmann (GER) *  | 7e                 |
| 194                                                      | Silvio Herklotz (GER) *   | 63e                |
| 195                                                      | Christoph Pfingsten (GER) | 75e                |
| 196                                                      | Aleksejs Saramotins (LAT) | AB-5               |
| 197                                                      | Andreas Schillinger (GER) | AB-8               |
| 198                                                      | Michael Schwarzmann (GER) | AB-8               |
| Directeurs sportifs : Enrico Poitschke, Steffen Radochla |                           |                    |

| Wanty-Groupe Gobert WGG                                          | Wanty-Groupe Gobert WGG        | Wanty-Groupe Gobert WGG |
| ---------------------------------------------------------------- | ------------------------------ | ----------------------- |
| Num                                                              | Coureur                        | Pos                     |
| 201                                                              | Guillaume Martin (FRA) *       | 18e                     |
| 202                                                              | Frederik Backaert (BEL)        | 79e                     |
| 203                                                              | Thomas Degand (BEL)            | 20e                     |
| 204                                                              | Marco Minnaard (NED)           | 58e                     |
| 205                                                              | Yoann Offredo (FRA)            | 66e                     |
| 206                                                              | Dion Smith (NZL) *             | 80e                     |
| 207                                                              | Guillaume Van Keirsbulck (BEL) | 97e                     |
| 208                                                              | Pieter Vanspeybrouck (BEL)     | 111e                    |
| Directeurs sportifs : Hilaire V. d Schueren, Sébastien Demarbaix |                                |                         |

| Delko-Marseille Provence-KTM DMP                             | Delko-Marseille Provence-KTM DMP | Delko-Marseille Provence-KTM DMP |
| ------------------------------------------------------------ | -------------------------------- | -------------------------------- |
| Num                                                          | Coureur                          | Pos                              |
| 211                                                          | Delio Fernández (ESP)            | 42e                              |
| 212                                                          | Romain Combaud (FRA)             | 113e                             |
| 213                                                          | Julien El Fares (FRA)            | 88e                              |
| 214                                                          | Mauro Finetto (ITA)              | AB-8                             |
| 215                                                          | Thierry Hupond (FRA)             | 85e                              |
| 216                                                          | Ángel Madrazo (ESP)              | HD-8                             |
| 217                                                          | Quentin Pacher (FRA) *           | 87e                              |
| 218                                                          | Evaldas Šiškevičius (LTU)        | 117e                             |
| Directeurs sportifs : Freddy Lecarpentier, Frédéric Rostaing |                                  |                                  |